# 2020 irodalmi díjai
Ez a szócikk a 2020-ban irodalmi díjat nyert szerzők nevét, illetve alkotások címét gyűjti össze, a kiosztott díjak megnevezésével.

## Magyar irodalmi díjak
- AEGON művészeti díj – Nádasdy Ádám: Jól láthatóan lógok itt (verseskötet, Magvető)
- Csáth Géza-díj – Nemes Z. Márió
- Déry Tibor-díj:
  - Babarczy Eszter író, esszéista, műfordító, eszme- és művészettörténész
  - Bartók Imre író, kritikus
  - Csehy Zoltán költő, műfordító, irodalomtörténész, kritikus (megosztva)
  - Ottilie Mulzet műfordító
  - Polgár Anikó költő, műfordító, irodalomtörténész (megosztva)
- Füst Milán-díj – Terék Anna és Sirokai Mátyás
- Hazai Attila Irodalmi Díj – Kiss Tibor Noé
- Libri irodalmi díj és közönségdíj
  - Libri irodalmi díj – Láng Zsolt: Bolyai (Jelenkor, 2019)
  - Libri irodalmi közönség – Grecsó Krisztián: Vera (Magvető, 2019)
- Margó-díj (a legjobb első prózakötetnek) – Harag Anita: Évszakhoz képest hűvösebb (novelláskötet)[1]
- Osvát Ernő-díj – Nagy Gabriella, a Litera irodalmi portál főszerkesztője
- Petri György-díj – Szemethy Orsolya
- Szépíró-díj: 
  - szépirodalmi kategória: Cserna-Szabó András
  - irodalomkritikai kategória: Hetényi Zsuzsa

## Nemzeti és nemzetközi irodalmi díjak
- Irodalmi Nobel-díj – Louise Glück amerikai író, költő
- Akutagava-díj – Rin Usami: Oshi, Moyu (推し、燃ゆ)
- Booker-díj – Douglas Stuart: Shuggie Bain
- Nemzetközi Booker-díj – Marieke Lucas Rijneveld (Hollandia) – The Discomfort of Evening (De avond is ongemak), ford. Michele Hutchison[2]
- Büchner-díj – Elke Erb német költő, műfordító
- Camões-díj – Vítor Manuel Aguiar e Silva portugál író
- Cervantes-díj – Francisco Brines spanyol költő
- Dublin Nemzetközi Irodalmi Díj (IMPAC) – Anna Burns: Milkman (az ír írónő angol nyelvű könyve 2018-ban már elnyerte a Booker-díjat is).[3] A regény magyarul Tejes címen jelent meg Greskovits Endre fordításában (Scolar, Budapest, 2020)
- Chilei Nemzeti Irodalmi Díj – Elicura Chihuailaf
- Az Északi Tanács Irodalmi Díja – Monika Fagerholm: Vem dödade Bambi? (svéd nyelvű könyv, Finnország)[4]
- Finlandia-díj – Anni Kytömäki regénye: Margarita
- Frankfurti Goethe-díj – Dževad Karahasan (Bosznia-Hercegovina)
- Franz Kafka-díj – Milan Kundera (Csehország)[5]
- Goncourt-díj – Hervé Le Tellier: L’Anomalie
- Grand Prix du Roman – a Francia Akadémia regény-nagydíja – Étienne de Montety: La Grande Épreuve[6]
- Médicis-díj – Chloé Delaume: Le Cœur synthétique
- Miles Franklin-díj – Tara June Winch: The Yield[7]
- Német Könyvdíj – Anne Weber: Annette, ein Heldinnenepos
- Nike Irodalmi Díj (lengyel díj) – Radek Rak: Baśń o wężowym sercu (angolul The Snake Heart Fairy Tale) [8]
- Orange-díj – Maggie O’Farrell: Hamnet
- Nagy Könyv díj (orosz díj) – Alekszandr Viktorovics Ilicsevszkij: Чертёж Ньютона (regény)
- Osztrák állami díj az európai irodalomért – Drago Jančar (Szlovénia)
- PEN Faulkner-díj – Chloe Aridjis: Sea Monsters[9]
- Pulitzer-díjas regények – Colson Whitehead: The Nickel Boys
- Runeberg-díj – Ralf Andtbacka: Potsdamer Platz c. svéd nyelvű verseskötetéért[10]
- USA Nemzeti Könyvdíj (Szépirodalom / Fiction) – Charles Yu: Interior Chinatown
- Az Európai Unió Irodalmi Díja (zárójelben a könyv címe angolul)[11]
  - Nathalie Skowronek, La carte des regrets  (The map of regrets), Belgium (francia nyelvű)
  - Lana Bastašić, Uhvati zeca (Catch the rabbit), Bosznia-Hercegovina
  - Σταύρος Χριστοδούλου (Stavros Christodoulou), Τη μέρα που πάγωσε ο ποταμός (The day the river froze), Ciprus
  - Asta Olivia Nordenhof, Penge på lommen (Money in your pocket), Dánia
  - Петар Андоновски (Petar Andonovski), Страв од варвари (Fear of barbarians), Észak-Macedónia
  - Mudlum (Made Luiga), Poola poisid (Polish boys), Észtország
  - Maša Kolanović, Poštovani kukci i druge jezive priče (Dear insects and other scary stories), Horvátország
  - Shpëtim Selmani, Libërthi i dashurisë (The Booklet of Love), Koszovó
  - Francis Kirps, Die Mutationen (The Mutations), Luxembourg
  - Stefan Bošković, Ministar (Minister), Montenegró
  - Matthias Nawrat, Der traurige Gast (The Sad Guest), Németország
  - Maria Navarro Skaranger, Bok om sorg (Book of grief), Norvégia
  - Irene Solà, Canto jo i la muntanya balla (I sing and the mountain dances), Spanyolország

## Sci-fi-díjak
- Aelita-díj – Michael Swanwick amerikai író[12]
- Hugo-díj a legjobb regénynek – Arkady Martine: A Memory Called Empire
- Locus-díj a legjobb sci-fi-regénynek – Charlie Jane Anders: The City in the Middle of the Night
- Kurd-Laßwitz-díj a legjobb német nyelvű sci-fi-regénynek – Andreas Eschbach: Perry Rhodan – Das größte Abenteuer[13]
- Nebula-díj a legjobb regénynek – Sarah Pinsker: A Song for a New Day

## Gyermek- és ifjúsági irodalmi díjak
- Hans Christian Andersen-díj: Jacqueline Woodson amerikai író; illusztráció: Albertine (Albertine Zullo) svájci művész[14]
- Astrid Lindgren-emlékdíj: Pek Hina (Dél-Korea)
- Newbery Medal – Jerry Craft: New Kid[15]